# Battaglia di Gela (1943)
Per battaglia di Gela generalmente si indica il tentativo effettuato dalle divisioni Livorno ed Hermann Göring del Comando FF.AA. della Sicilia di rioccupare le spiagge di Gela dove stava sbarcando la 1ª Divisione fanteria statunitense durante lo sbarco in Sicilia. Il tentativo, sebbene le forze dell'Asse siano arrivate a poche centinaia di metri dalle spiagge, fu frustrato dalle artiglierie, dall'intervento di forze corazzate e dal supporto navale statunitensi.

## Ordine di battaglia

### Forze statunitensi
Le forze statunitensi comprendevano
- truppe già sbarcate il 10 luglio della 1st Infantry Division
  - 26th Combat Team (I/ e II/26th Regiment)
  - 16th Combat Team (I/ e II/16th Regiment)
- 1st e 4th Ranger Bataillon
- I/39th Engineer Combat Regiment
- tre compagnie di mortai da 107 mm
- elementi del 505th Ragimental Combat Team (RCT) dell'82nd Airborne Division statunitense

Task Force 81 How della US Navy (incrociatori Boise e Savannah e 13 cacciatorpediniere).

### Forze dell'Asse
Gli organici della unità dell'Asse impiegate nella battaglia sono riportati di seguito.

#### 4ª Divisione di fanteria "Livorno"
4ª Divisione fanteria "Livorno" 
- 33º Reggimento fanteria "Livorno"
- 34º Reggimento fanteria "Livorno"
- 28º Reggimento artiglieria "Monviso", su

I Gruppo artiglieria (obici da 75/18 mod.35 T.M.)
II Gruppo artiglieria (obici da 75/18 mod.35 T.M.)
III Gruppo artiglieria (obici da 100/17 mod.16 T.M.)
IV Gruppo artiglieria (obici da 100/17 mod.16 T.M.)
- IV Battaglione mortai da 81mm
- IV Battaglione misto genio, su

20ª Compagnia artieri
4ª Compagnia trasmettitori
7ª Compagnia chimica
15ª Sezione fotoelettricisti
- XI Battaglione guastatori di fanteria
- 12ª Sezione sanità, su

13ª Unità chirurgica
- 68ª Sezione sanità, su

20º Ospedale da campo
22º Ospedale da campo
63º Ospedale da campo
122º Ospedale da campo
- 8ª Sezione sussistenza
- 4ª Autosezione
- 56ª Squadra panettieri
- 10º Sezione Carabinieri Reali
- 11º Sezione Carabinieri Reali

Il IV Battaglione anticarro (Semoventi L.40 da 47/32) era distaccato presso il Gruppo Tattico "Caminito", e non prese parte al combattimento.

#### Gruppo Mobile "E"
- 1ª Compagnia, CI Battaglione corazzato (carri R.35) (meno un plotone, distaccato al Gruppo Mobile "G")
- 2ª Compagnia, CII Battaglione anticarro motorizzato (cannoni da 47/32)
- 4ª Compagnia motorizzata, DI Battaglione fanteria costiera
- 155ª Compagnia mitraglieri motociclisti
- 9ª Batteria a Traino Meccanico, III Gruppo, 54º Reggimento di artiglieria divisionale "Napoli" (obici da 75/18)
- 1ª Sezione, 326ª Batteria artiglieria contraerea leggera, 26ª Divisione fanteria "Assietta" (mitragliere da 20/65 autocarrate)

#### 1.Fallschirmpanzerdivision "Hermann Göring"
1ª Divisione corazzata paracadutisti "Hermann Göring" 
- Panzerregiment Hermann Göring (Reggimento corazzato), in realtà solo circa un battaglione misto
- Panzergrenadier-Regiment Hermann Göring (Reggimento fanteria meccanizzata) in realtà solo due battaglioni motorizzati
- Panzerartillerie-Regiment Hermann Göring (Reggimento artiglieria campale) su 3 battaglioni
- Flak-Regiment Hermann Göring (Reggimento artiglieria contraerea) in realtà un battaglione misto
- Panzeraufklärungs-Abteilung Hermann Göring (Battaglione esplorante) in realtà una compagnia
- Panzerpionieren-Abteilung Hermann Göring (Battaglione genieri) su 3 compagnie
- Panzernachrichten-Abteilung Hermann Göring (Battaglione trasmissioni)
- Panzernachschub-Abteilung Hermann Göring (Battaglione logistico)

La divisione era in corso di ricostituzione dopo la campagna di Tunisia, nella quale erano stati distrutti tutti gli elementi del suo Kampfgruppe Schmid e gli altri reparti inviati di rinforzo alla spicciolata. Al momento dello sbarco alleato in Sicilia, gli organici della divisione erano quindi ancora largamente incompleti, soprattutto nella componente di fanteria e carri armati, e l'addestramento non del tutto ultimato.
Le forze dell'Asse per l'occasione si erano organizzate in gruppi di combattimento (Kampfgruppe per i tedeschi), convenzionalmente indicati come "colonne". La linea di demarcazione delle zone di operazione fra la Livorno e la Hermann Göring era data dalla strada Gela-Caltagirone (SS 117); la Livorno avrebbe dovuto operare ad ovest della strada, mentre la Göring avrebbe dovuto operare ad est. La responsabilità della strada stessa era della Göring. La Livorno aveva creato due colonne, mentre la Göring ne aveva create tre. La composizione delle colonne (da ovest ad est, quindi iniziando con la Livorno) era
- (Livorno, comandata dal ten.col. Leonardi) I/34º e I/33º battaglione fanteria, III/28º gruppo di artiglieria, due compagnie di mortai da 81
- (Livorno, comandata dal ten. col. Mona) III/34º battaglione fanteria, Gruppo Mobile E[6], I/28º gruppo artiglieria)
- (Göring) un battaglione pionieri, un battaglione corazzato su PzKpfw III e IV (20 carri), un battaglione di artiglieria
- (Göring) una compagnia corazzata su PzKpfw VI (distaccata dalla 15.Panzergrenadier Division), un battaglione di artiglieria
- (Göring) un reggimento granatieri su due battaglioni, un battaglione di artiglieria.

Le colonne della Livorno avevano come basi di partenza Butera e Ponte Olivo, mentre le colonne della Göring avevano come basi di partenza (nell'ordine) Ponte Olivo, Niscemi e Ponte Dirillo.

## Gli antefatti
Nella notte fra il 9 ed il 10 luglio erano stati lanciati sulla Sicilia orientale i paracadutisti dell'82nd Airborne Division; elementi del III/505th RCT erano riusciti ad attestarsi a difesa nella zona di Piano Lupo, circa 10 km ad est di Gela. Contemporaneamente di fronte a Gela erano stati sbarcati i rangers del 1st Ranger Bataillon (a est del pontile di Gela) e del 4th Ranger Bataillon (ad ovest del pontile di Gela), che avevano impostato la difesa delle spiagge. All'alba del 10 luglio era iniziato lo sbarco a Gela della 1st Infantry Division, che aveva cominciato a prendere terra all'alba. Intorno alle 8.30 il Gruppo Mobile E, temporaneamente alla dipendenze della XVIII Brigata Costiera, su carri Renault R35 di preda bellica aveva impegnato nell'abitato di Gela i due battaglioni di rangers, ma era stato bloccato e respinto, dato che la fanteria di appoggio era stata fermata dal tiro di sbarramento dei due incrociatori e dei due cacciatorpediniere dell'US Navy.
Data la situazione, il generale Guzzoni, comandante della 6ª Armata, schierata a difesa della Sicilia, decise di utilizzare le forze mobili più vicine alla zona di sbarco, cioè la divisione Livorno italiana e la divisione Hermann Göring tedesca (entrambe già impegnate in parte contro le truppe sbarcate) per tentare di interrompere lo sbarco e, se possibile, costringere al reimbarco la 1st Infantry Division.

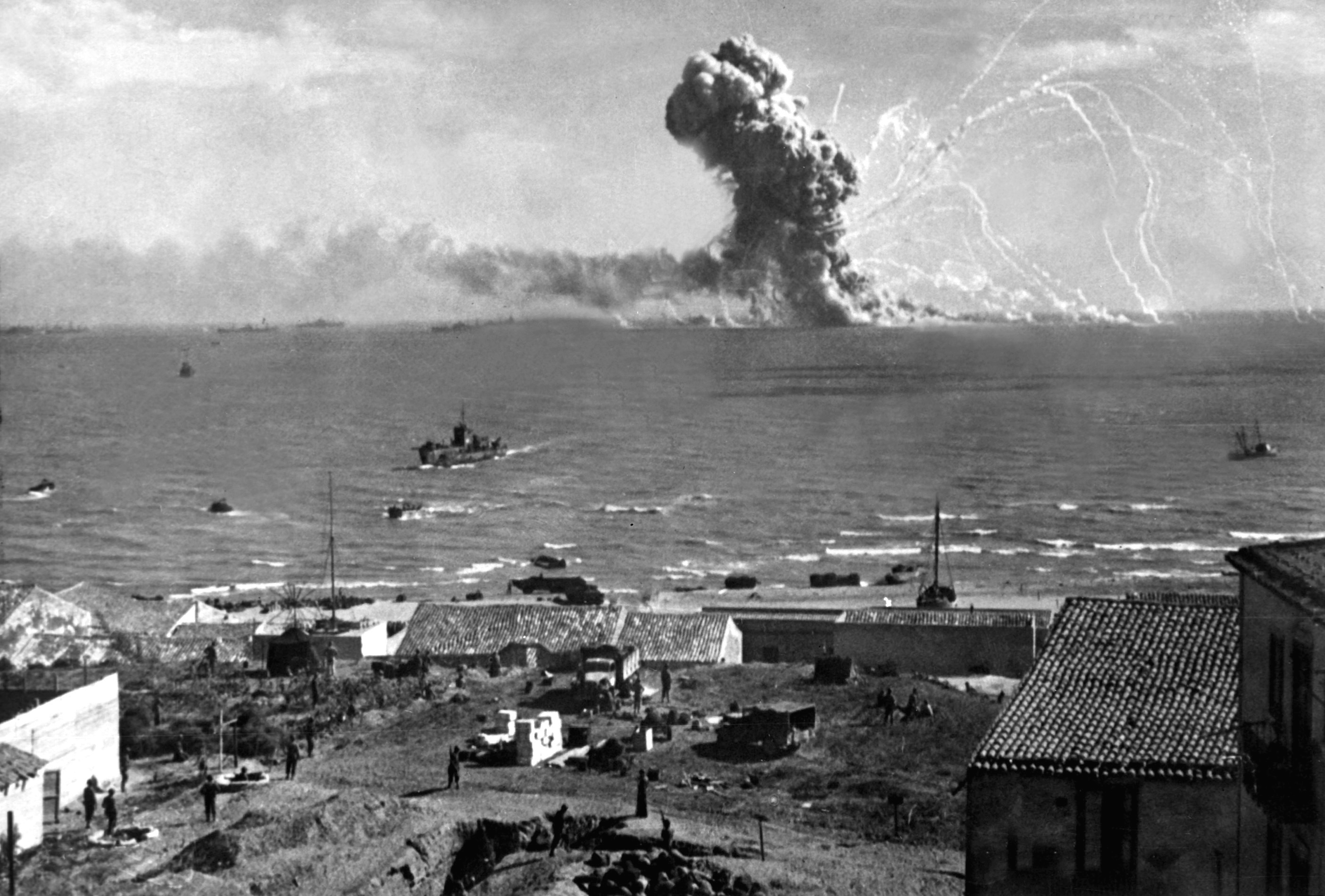
Il cargo americano "Robert Rowan" colpito da un aereo tedesco davanti alla costa di Gela

## L'avvicinamento
I piani del XVI corpo di armata (sotto il cui comando operavano entrambe le divisioni dell'Asse) erano di far convergere le due divisioni contemporaneamente su Gela, con l'inizio degli attacchi al primo mattino dell'11 luglio. La colonna sinistra della Livorno, partita da Ponte Olivo alle 6.30, puntò direttamente sul centro della città, mentre le colonne della Göring puntarono sul cimitero di Farello, mentre la colonna centrale, rallentata dalle difficoltà di manovra dei carri Tigre sia entro Niscemi, sia sulle terrazze degli uliveti delle colline sovrastanti la piana ad est di Gela, aveva ritardato di ben due ore la tabella di marcia. Questo ritardo impedì la ricongiunzione delle forze sul campo di battaglia, manovra comunque sempre giudicata estremamente difficile.

## I combattimenti dellaLivorno

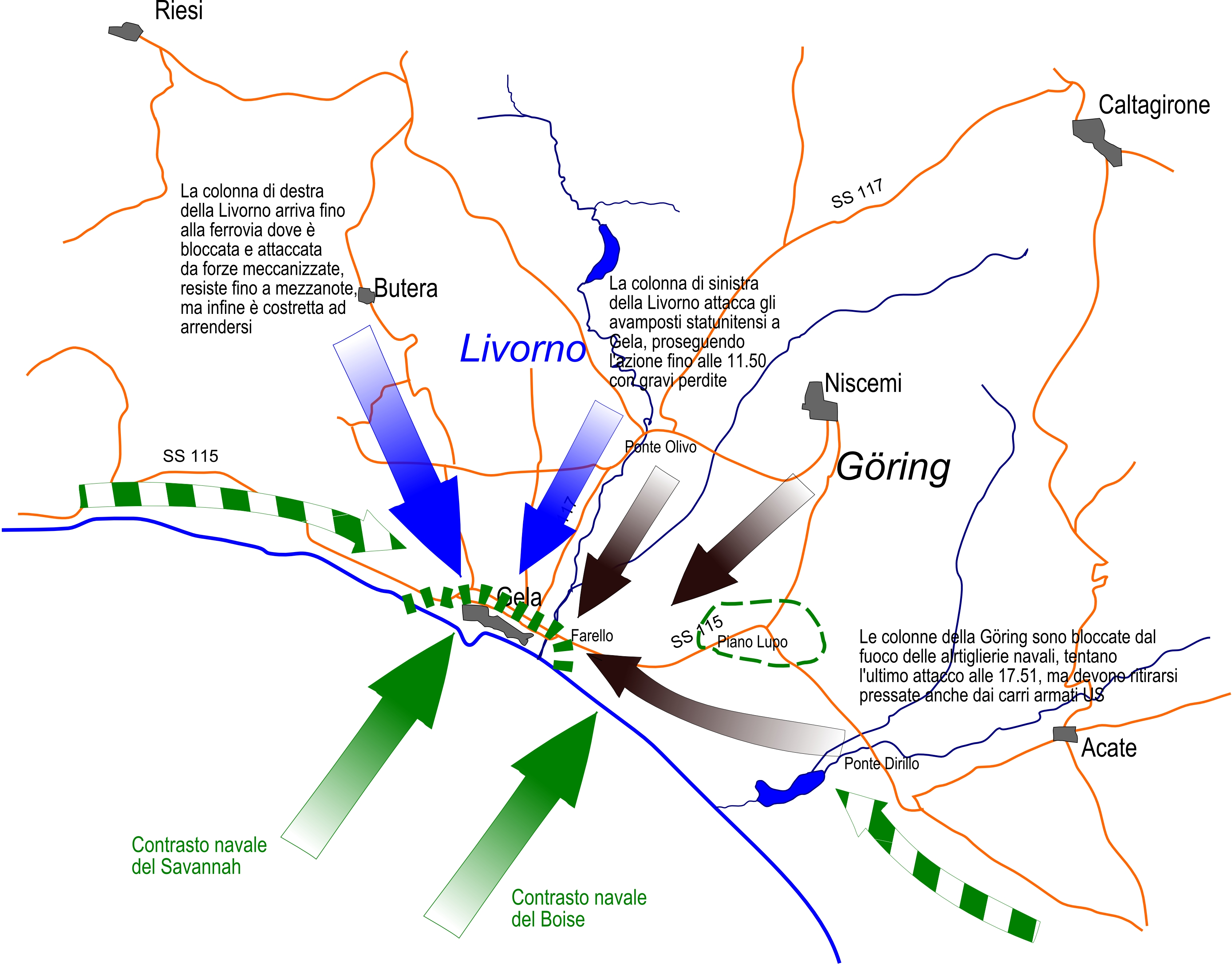
Mappa del contrattacco italo-tedesco 11 luglio 1943

La colonna di sinistra della Livorno partì da Ponte Olivo alle 6.30, marciando ad ovest della SS 117, ed alle 8.00 raggiunse e superò gli avamposti del 26th Infantry Regiment, preparandosi all'investimento della città da nord. Tuttavia già alle 9.17 le artiglierie del Savannah, impegnarono gli attaccanti. Oltre al fuoco dell'incrociatore i fanti e gli artiglieri italiani dovevano subire le armi di reparto dei rangers ed il fuoco di 48 pezzi di artiglieria da campagna e di una compagnia di mortai. Sottoposti ad una tale concentrazione di fuoco i battaglioni della Livorno persero circa metà degli effettivi, fra cui il comandante del I/28º gruppo artiglieria, maggiore Artigiani. Alcune unità americane usarono come "scudo umano" dei prigionieri di guerra italiani, facendo così deporre le armi a numerose unità. Alle 11.50 i superstiti si ritirarono alla periferia di Gela, continuando ad essere bersagliati dai cannoni del Savannah, che sparò nel corso dell'azione ben 474 colpi, fino alle 12.31.
La colonna destra della Livorno, partita alle 7.30 da Butera, poco dopo venne impegnata da una compagnia inviata dalla 3rd Infantry Division, sbarcata a Licata, a prendere contatto con le forze già sbarcate della 1st Infantry Division. Superato il contrasto nemico, verso le 11.00 venne bloccata definitivamente dalla ferrovia che correva parallela alla SS 115, difesa da reparto di rangers che utilizzava, oltre al proprio armamento, anche tre pezzi di artiglieria 77/28 catturati il giorno precedente agli italiani. Bloccata in questa posizione, la colonna fu attaccata e accerchiata da forze motocorazzate provenienti da Licata. La colonna tenne le posizioni fino alla mezzanotte, e solo a quel punto i superstiti si arresero.

## I combattimenti dellaHermann Göring

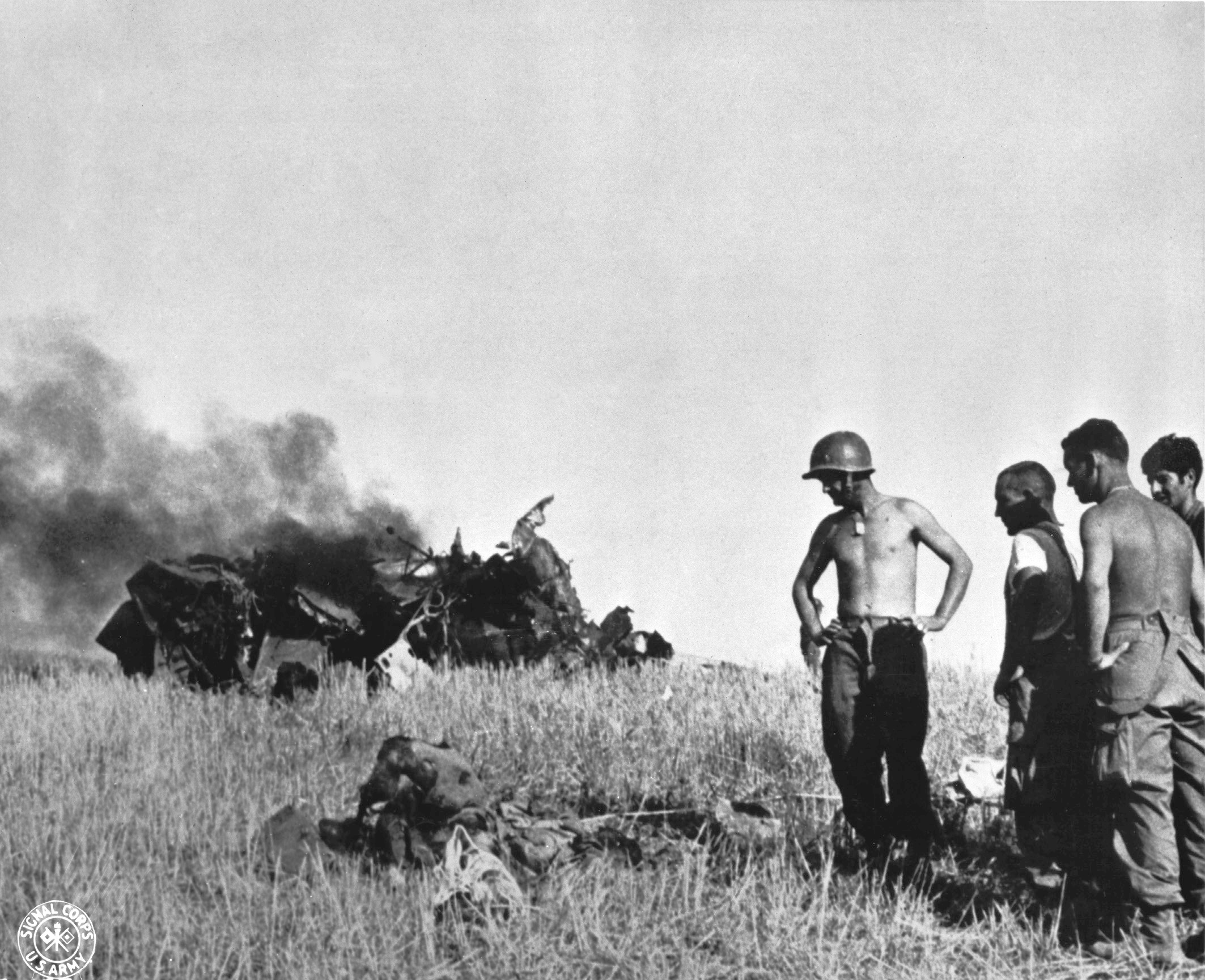
Soldati americani nella piana di Gela davanti al corpo di un aereo e di un pilota tedesco morto

La colonna di destra della Göring, marciando sulla SS 117 superò un blocco tenuto da un battaglione statunitense e deviò verso est per appoggiare la colonna centrale che puntava su Farello, tenuto da un reggimento statunitense. Intanto, a partire dalle 7.37 il cacciatorpediniere Beatty stava cannoneggiando le forze delle Göring in prossimità di Farello, con l'appoggio, dalle 8.29 fino al suo intervento contro la Livorno, dell'incrociatore leggero USS Savannah. Approfittando del fuoco navale ridotto (il Savannah stava scaricando le sue bordate sulla Livorno) la colonna centrale della Göring progrediva verso Gela, superando la resistenza di una parte del 16th Combat Team, appoggiato da paracadutisti del III battaglione del 505th RCT, ed era scesa nella piana ad est di Gela, prendendo contatto con la colonna di sinistra. Intanto alle 6.47 era impegnata anche dal cacciatorpediniere Glennon, appoggiato, a partire dalle 10.30 anche dal bombardamento dell'incrociatore leggero Boise. Alle 10.12, le colonne, convergendo verso la città, iniziarono a battere con il fuoco dei cannoni dei carri e delle artiglierie divisionali le spiagge su cui stavano sbarcando i rinforzi e le navi da trasporto, ed a questo punto la 1st Infantry Division fu costretta ad interrompere le operazioni di scarico di uomini e materiali. Alle 11.30 la 6ª Armata intercettò un messaggio in cui veniva dato l'ordine alle truppe statunitensi di Gela di prepararsi ad iniziare le operazioni di reimbarco. Le spiagge di Gela rimasero comunque chiuse fino al giorno successivo. Tuttavia la reazione statunitense fu immediata, facendo accorrere a contrasto delle forze tedesche l'incrociatore Boise e ed i cacciatorpediniere Laub e Cowie, mentre alle 12.00 la Royal Navy metteva a disposizione delle truppe sbarcate a Gela l'incrociatore contraerei Colombo. Alle 12.28 tutte le artiglierie navali concentrarono il fuoco sui carri della Göring, che ormai erano circa un chilometro dalla città e l'avevano completamente isolata da est.
Intanto la colonna di sinistra della Göring era impegnata da forze corazzate statunitense, in parte sbarcate a Gela nella mattinata ed in parte della 3rd Infantry Division, provenienti da Licata e della 45th Infantry Division, provenienti da Scoglitti, una richiesta di intervento aereo da parte della divisione non ebbe risultati degni di nota.
La Göring tentò l'ultimo attacco su Gela con tredici carri, quasi privi di appoggio di fanteria, senza ottenere risultati, anche perché la linea tenuta dalla 45th Infantry Division, fra Piano Lupo e Biazzo, aveva già richiesto il suo tributo di perdite. Poco prima del tramonto la 6ª Armata diede l'ordine al XVI Corpo d'armata di sospendere le operazioni offensive nell'area di Gela. La Göring si ritirò a Caltagirone, mentre la Livorno si ritirò sulla linea Mazzarino-Caltagirone.
L'azione delle navi riprese nel pomeriggio contro le truppe italiane e tedesche ormai in ritirata, con il Boise alle 14.47, il Savannah alle 16.21 ed infine il Glennon alle 20.57.

## La battaglia aeronavale
La battaglia aeronavale, fu condotta quasi esclusivamente dalla Regia Aeronautica contro il naviglio al largo di Gela, sia per disturbare le azioni di fuoco degli incrociatori e dei cacciatorpediniere sia per bloccare l'afflusso di rinforzi alle spiagge. La Luftwaffe ebbe pochi interventi non coordinati, dato che la Luftflotte.2 aveva la maggior parte degli aerei impegnata per bloccare l'avanzata britannica verso Augusta.
Il primo attacco della giornata avvenne alle 06.35, ad opera di dodici aerei, probabilmente italiani che danneggiarono il trasporto APA-5 Barnett (grosso squarcio a prua, sette uomini uccisi e 35 feriti), mentre altre navi (AP-64 Monrovia, nave comando, AP-24 Orizaba e APA-13 Dickman, trasporti) subirono danni minori. I danni maggiori, però vennero dalla confusione creatasi con l'attacco, in quanto il trasporto APA-8 William P. Biddle entrò in collisione con la LST -38 (nave da sbarco veicoli), carica di carri armati. Non vi furono perdite da parte degli attaccanti.
Alle 07.30 intervennero nell'area venti Bf 110 del II/ZG.1 scortati da Bf 109 del I/JG.53, ma che furono respinti dalla copertura aerea degli Spitfire di base a Pantelleria. Un ulteriore attacco da parte dei BF 110 scortati da Bf 109, senza intervento della copertura aerea, avvenne alle 08.10, ed in quell'occasione una bomba centrò la LST-158, carica di automezzi, munizioni e mine, provocando un'esplosione che costrinse la LST-318 a prendere il largo per evitare di essere coinvolta.
Alle 14.12 quattro Ju 87 "Stuka" della Regia Aeronautica, scortati da sette MC 205, che impegnarono uno squadron di P 38 Lightning, attaccarono unità minori statunitensi, senza provocare gravi danni. Tutti e 11 gli aerei italiani rientrarono alla base.
Alle 12.00 il comandante della Luftflotte.2, von Richthofen, in base ad ordini espliciti di Kesselring, iniziò ad appoggiare le azioni della Göring. Tuttavia l'attacco ebbe luogo solo alle 15.50, con 35 Ju 88, scortati da Bf 109, ma, a quel punto, il contrattacco terrestre ormai era stato bloccato. L'attacco portò all'affondamento della nave Liberty Robert Rowan. Mentre rientravano alla base, gli Ju 88 furono intercettati da sette Spitfire, che abbatterono uno.
Gli attacchi della Regia Aeronautica e della Luftflotte.2 continuarono anche dopo il termine della battaglia terrestre, con un breve scontro aereo alle 17.50, che vide l'abbattimento di due Spitfire ed un P 40 da parte dei Bf 109 tedeschi. Poco prima del tramonto una formazione di A 20, scortata da P 40, attaccò i carri della Göring in ritirata. Alle 20.00 venti Bf 110, scortati da Bf 109, effettuarono un attacco sulle navi in prossimità di Scoglitti, senza avere alcun risultato. Altri attacchi da parte degli Ju 88 alle 22.05, nell'area di Licata, interessarono gli incrociatori leggeri statunitensi Birmingham e Brooklyn, senza provocare danni. Gli ultimi attacchi della giornata vennero portati dagli SM.79 italiani alle 22.16 e dagli Ju 88 alle 22.34; ultimo episodio fu il lancio di un siluro da parte di un SM.79 che attaccò alle 23.35, senza ottenere risultati.

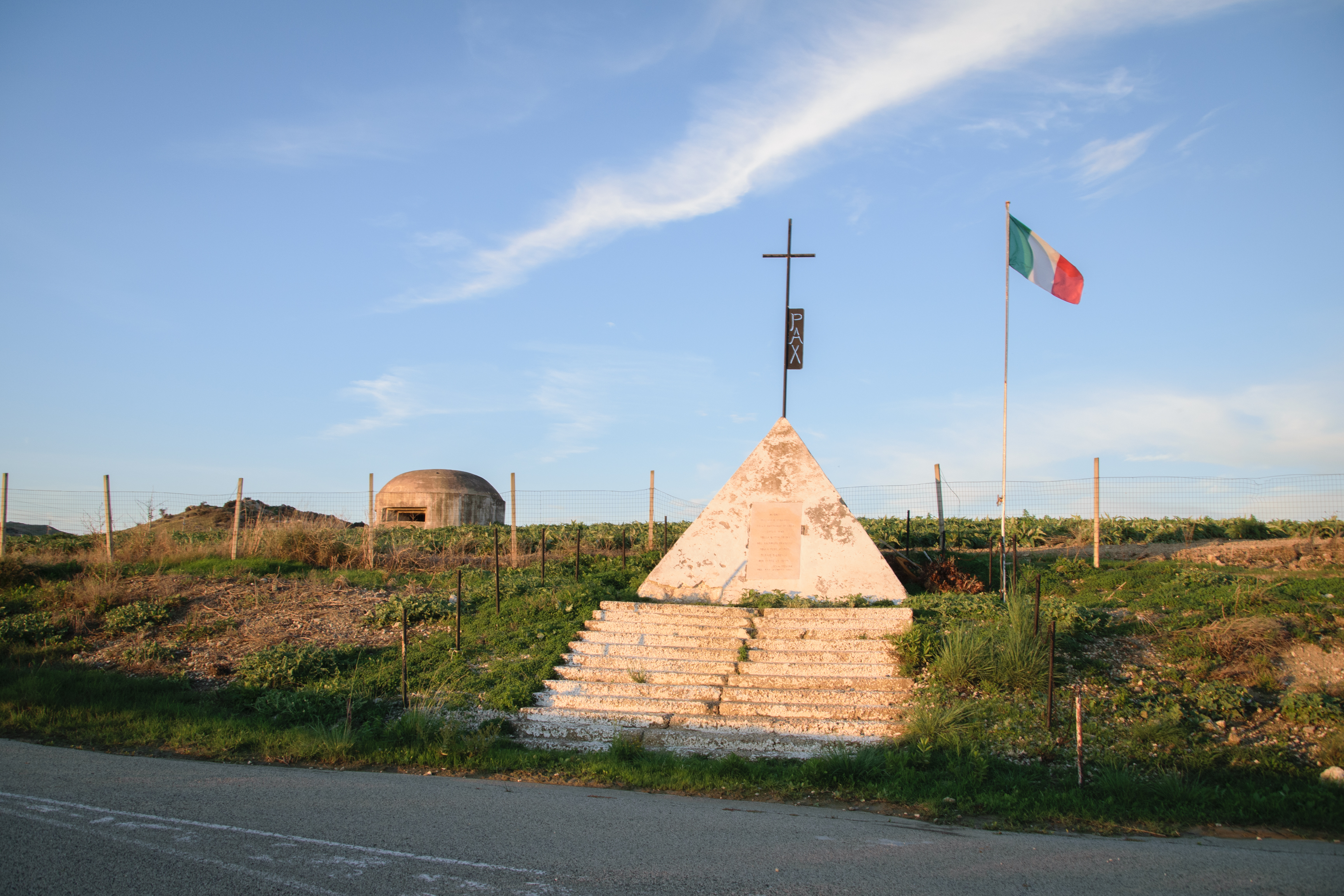
Memoriale ai caduti della battaglia di Gela (1943)

## Risultati della battaglia
I risultati immediati della battaglia furono solo un ritardo di una giornata nello sbarco di truppe e rifornimenti della 1st Infantry Division, mentre sconsigliarono decisamente di ripetere contrattacchi simili nei giorni successivi. Il fattore determinante per spezzare il contrattacco italo-tedesco era stato il fuoco navale e questo fatto influì sulle decisioni strategiche per fermare sbarchi futuri, portando supporto al concetto di tenere le riserve corazzate nell'entroterra, per un contrattacco successivo allo sbarco stesso.
Dopo la battaglia di Gela praticamente la difesa della Sicilia avvenne tramite ritirate successive su linee difensive predisposte, senza più tentare contrattacchi che impegnassero forze superiori a quelle necessarie ad ottenere risultati puramente tattici, accontentandosi di rallentare l'avanzata alleata e di infliggere perdite in uomini e mezzi.